# Les Prédateurs (film)
Pour les articles homonymes, voir Les Prédateurs et The Hunger.
Pour plus de détails, voir Fiche technique et Distribution.
Les Prédateurs (The Hunger) est un film britannico-américain réalisé par Tony Scott et sorti en 1983. Il s'agit de l'adaptation du roman du même nom de Whitley Strieber. Premier long métrage du cinéaste, il met en scène l'actrice française Catherine Deneuve, aux côtés de David Bowie et de Susan Sarandon.
Le film, présenté au festival de Cannes, ne sera pas un succès lors de sa sortie en salles en France quelques jours plus tard, mais devient un film culte au fil des ans.
Quelques années plus tard, Tony Scott produit la série Les Prédateurs, sans véritables liens avec le film.

## Synopsis
À New York, la belle et élégante Miriam Blaylock (Catherine Deneuve) mène une vie luxueuse et oisive au côté de son mari John (David Bowie). En réalité, née sous l'Égypte antique, elle est âgée de plus de 3 000 ans. Elle doit tous les 7 jours, boire du sang humain pour se préserver des atteintes du temps. Elle utilise, pour ce faire, un petit pendentif en forme de clé d'Ânkh qu'elle porte autour du cou et qui dissimule une lame acérée qui lui permet de trancher la gorge de ses victimes. Elle a offert, il y a trois cents ans, l’immortalité à son mari. Cependant, si elle peut donner l’immortalité à ceux et celles qu’elle a choisis, elle ne peut leur garantir de les aimer toujours, alors que l'amour est l'ultime ingrédient de l'alchimie subtile qui leur assure de ne pas vieillir. En cette fin de XXe siècle, après trois siècles de vie commune et heureuse, John Blaylock commence à ressentir la réalité d’un vieillissement accéléré qui ne s’arrêtera plus, sans pour autant entraîner sa mort. John prend alors contact avec Sarah Roberts (Susan Sarandon), un médecin spécialiste du vieillissement, pour essayer d'échapper à l'inéluctable. Miriam tombe sous le charme de cette dernière. Après que John a succombé au poids des ans, Miriam entreprend de séduire Sarah pour en faire sa nouvelle compagne.

## Fiche technique
Sauf indication contraire, les informations mentionnées dans cette section peuvent être confirmées par la base de données cinématographiques IMDb,  présente dans la section « Liens externes ».
- Titre français : Les Prédateurs
- Titre original : The Hunger
- Réalisation : Tony Scott
- Scénario : James Costigan, Ivan Davis, Michael Thomas (en), d'après le roman Les Prédateurs de Whitley Strieber
- Musique : Michel Rubini (en) et Denny Jaeger
- Costumes : Milena Canonero, Yves Saint Laurent (pour Catherine Deneuve)
- Maquillage : Dick Smith
- Photographie : Stephen Goldblatt
- Montage : Pamela Power
- Production : Richard Shepherd
- Sociétés de production : MGM et Peerford Ltd.
- Sociétés de distribution : MGM/UA Entertainment Company (États-Unis), Cinema International Corporation (France), Mission Distribution (ressortie, France)
- Budget de production : 4 800 000 $
- Pays de production :  Royaume-Uni,  États-Unis
- Langue originale : anglais
- Format : Couleurs (Metrocolor) — 2.35:1 Panavision — son monophonique — 35 mm
- Genre : érotique, fantastique, horreur, romance, thriller
- Durée : 97 minutes
- Dates de sortie : 
  - France : 10 juillet 1983 (festival de Cannes), 13 juillet 1983 (sortie nationale)
  - États-Unis : 29 avril 1983
  - Belgique : 12 avril 1984
- Classification[2] :
  - États-Unis : R
  - France : interdit aux moins de 12 ans
- Affiche : Jouineau Bourduge (France)

## Distribution
- Catherine Deneuve (VF : Elle-même) : Miriam Blaylock
- David Bowie (VF : Claude Giraud) : John Blaylock
- Susan Sarandon (VF : Florence Giorgetti) : Sarah Roberts
- Cliff De Young (VF : Pierre Arditi) : Tom Haver
- Beth Ehlers (en) (VF : Séverine Morisot) : Alice Cavender
- Dan Hedaya (VF : Sady Rebbot) : lieutenant Allegrezza
- Rufus Collins (VF : Georges Atlas) : Charlie Humphries
- Suzanne Bertish (VF : Béatrice Delfe) : Phyllis
- James Aubrey (VF : José Luccioni) : Ron
- Ann Magnuson : une jeune femme du Disco
- John Stephen Hill (en) : un jeune homme du Disco
- Shane Rimmer : Arthur Jelinek
- Bauhaus : le groupe qui joue dans la boîte de nuit au début du film
- Bessie Love (VF : Paula Dehelly) : Lillybelle
- John Pankow (VF : Patrick Poivey) : le 1er jeune dans la cabine téléphonique
- Willem Dafoe (VF : Marc François) : le 2d jeune dans la cabine téléphonique
- Howard Blake : le pianiste au restaurant (non crédité)

## Production
Les producteurs voulaient à l'origine qu'Alan Parker réalise le film, après le succès de The Wall. Mais Alan Parker leur suggère d'engager Tony Scott, un nouveau venu issu de la publicité. Le frère de Ridley Scott signe ici son premier long métrage.
Pour des raisons budgétaires, Tony Scott n'a pas pu tourner entièrement à New York comme il le souhaitait initialement. Le tournage a donc lieu au Royaume-Uni, notamment à Londres (University College de Londres, Cromwell Tower, Charing Cross), ainsi qu'aux studios de Shepperton. Il est également tourné aux États-Unis, principalement à Manhattan (Sutton Place, Park Avenue, Central Park, etc.).
Il s'agit du dernier film dans lequel apparaît Bessie Love, ancienne star du cinéma muet.
Pour ce film, Tony Scott a eu de nombreuses influences, notamment le photographe Irving Penn.

## Bande originale
Au début du film, on peut entendre une chanson du groupe de rock gothique Bauhaus, Bela Lugosi's Dead, clin d'œil à Béla Lugosi, un des plus célèbres interprètes de films de vampire. Tony Scott avait découvert ce groupe dans une discothèque de Londres. Alors que Hans Zimmer avait été envisagée, la musique est supervisée par Howard Blake, alors que la musique originale est composée par Michel Rubini (en) et Denny Jaeger. L'album de la bande originale, commercialisée par Varèse Sarabande, ne contient que quelques morceaux présents dans le film.
Toute la musique est composée par Michel Rubini (en), sauf exceptions notées.
| Liste des titres | Liste des titres                                                        | Liste des titres      | Liste des titres | Liste des titres | Liste des titres | Liste des titres | Liste des titres | Liste des titres | Liste des titres |
| No               | Titre                                                                   | Auteur                | Durée            |                  |                  |                  |                  |                  |                  |
| ---------------- | ----------------------------------------------------------------------- | --------------------- | ---------------- | ---------------- | ---------------- | ---------------- | ---------------- | ---------------- | ---------------- |
| 1.               | Trio in E-Flat, Op. 100                                                 | Franz Schubert        | 3:10             |                  |                  |                  |                  |                  |                  |
| 2.               | Beach House                                                             |                       | 3:04             |                  |                  |                  |                  |                  |                  |
| 3.               | Suite #1 for Solo Cello in G-Major, Prelidium (Excerpt, First Movement) | Johann Sebastian Bach | 2:14             |                  |                  |                  |                  |                  |                  |
| 4.               | Waiting Room / Flashbacks                                               |                       | 1:50             |                  |                  |                  |                  |                  |                  |
| 5.               | Sarah's Panic                                                           |                       | 1:50             |                  |                  |                  |                  |                  |                  |
| 6.               | The Arisen                                                              |                       | 5:31             |                  |                  |                  |                  |                  |                  |
| 7.               | Partita No. 3 in E-Major, Gavotte en Rondeau                            | Johann Sebastian Bach | 3:09             |                  |                  |                  |                  |                  |                  |
| 8.               | Lakmé - Duo des fleurs                                                  | Léo Delibes           | 6:05             |                  |                  |                  |                  |                  |                  |
| 9.               | Sarah's Transformation                                                  |                       | 1:00             |                  |                  |                  |                  |                  |                  |
| 10.              | The Final Death                                                         |                       | 2:12             |                  |                  |                  |                  |                  |                  |
| 11.              | Trio in E-Flat, Op. 100                                                 | Franz Schubert        | 4:54             |                  |                  |                  |                  |                  |                  |
| 34:59            |                                                                         |                       |                  |                  |                  |                  |                  |                  |                  |

## Accueil
Il a nécessité un budget initial de 4 800 000 $.
En regard du box-office, Les Prédateurs a reçu des critiques mitigées. Le film est noté à 46 % sur le site Rotten Tomatoes, regroupant 28 critiques et est évalué à 5/5 pour 3 critiques de presse sur le site d'Allociné.

## Commentaires

### Analyse
Sur le site DVDclassik, on peut lire dans une longue critique-analyse notamment sur l'idée que Tony Scott n'a pas fait un film de vampires classique : « Tony Scott débarrasse en grande partie l'intrigue de tout le folklore vampirique que constituent l'ail, la lumière du jour mortelle ou encore la crainte des symboles religieux. On ne gardera ici que la notion d'immortalité rattachée à l'addiction et à la consommation de sang, le statut de vampire conservant son mélange de séduction et de malédiction mais dans une approche inédite. Le vampirisme repose ici avant tout sur une notion d'amour et de soumission. »

### L'invisibilité des vampires
Les vampires sont souvent représentés avec des caractéristiques particulières, mais communes. Un de ces traits est l’inhabilité d’être photographié ou de voir sa réflexion dans un miroir, ce qui joue avec l’idée de l’invisibilité. Dans le film Les Prédateurs nous observons les personnages démontrer les caractéristiques exactement opposées, par exemple lorsque Alice prend des photos de John et Miriam. On voit aussi les personnages de John et Miriam se regarder dans le miroir à quelques reprises. Ce choix, d’avoir les personnages visibles dans le miroir et les photographes, joue avec l’idée de l’invisibilité des vampires d’une façon unique, en explorant l’idée qu’ils sont cachés en pleine vue. Les individus dans leurs entourages ne les considèrent pas nécessairement comme une menace, ils sont capables de rendre cette partie d’eux-mêmes invisible jusqu’à ce qu’ils aient besoin de la révéler, par exemple lorsqu’ils ont besoin de se nourrir.

### Le vieillissement
Lorsqu’elle choisit ses compagnons, Miriam promet à ceux-ci une vie éternelle, à condition qu’ils doivent consommer du sang humain pour maintenir ceci. Cette déclaration repose sur un point technique et n’est pas honnête à 100 %. Même si oui, ses amants finiront par vivre éternellement, leur jeunesse n’est garantie que pendant un certain temps avant qu’ils ne commencent à se détériorer rapidement et finissent par vivre éternellement dans un état de zombie. Il y a un parallèle ici avec un autre vampire bien connu, Dracula. Dans son œuvre, Bram Stoker suggère que le prix qui doit être payé pour une vie éternelle est la détérioration de la vie naturelle pour échapper à la mort. Cela ressemble à Les Prédateurs de deux manières. Tout d’abord, Miriam poursuit ce cycle consistant de choisir un amant, à coexister avec lui ou elle, à voir sa détérioration et à recommencer le cycle, toujours dans le but ultime de rester elle-même immortelle et jeune. Deuxièmement, ces amants échangent leurs vies antérieures contre une « vie éternelle » où ils finissent par devenir non fonctionnels et vivre dans des corps presque en décomposition.

### Postérité
Le film comprend une scène d'amour saphique entre Catherine Deneuve et Susan Sarandon. La scène est devenue célèbre en partie grâce au Duo des fleurs extrait de l'opéra Lakmé de Léo Delibes, que l'on entend pendant que Miriam Blaylock transmet son pouvoir à Sarah Roberts par une tendre morsure au creux du bras. Susan Sarandon commente ce passage dans le film documentaire de 1995 The Celluloid Closet, consacré à l'homosexualité dans le cinéma, notamment hollywoodien. Les Prédateurs fait partie de ces quelques films qui ont assuré à Catherine Deneuve le statut, fort apprécié par l'actrice elle-même selon ses dires, d'icône lesbienne et gay.
Entre 1997 et 2000, Tony Scott a produit une série télévisée, également titrée Les Prédateurs en français et The Hunger en anglais, et consacrée au thème du vampirisme. David Bowie tenait un rôle de narrateur dans la deuxième saison. Malgré un titre et un thème communs, la série ne reprenait ni le récit, ni les personnages du film.

### Vampires bisexuels
Les thèmes autour du vampire bisexuel sont prédominants dans le film Les Prédateurs. La bisexualité et le vampirisme ont souvent été liés et ce lien a été noté sur des plans académiques et culturels. La conclusion est souvent que le vampire renforce des stéréotypes liés à la bisexualité qui sont dangereux. Les bisexuels forment une minorité sexuelle qui peut-être invisible, mais certains stéréotypes à leurs égards sont associés à la promiscuité ou disent que les bisexuels sont dangereux. Dans le film, on voit que Miriam, lorsqu’elle veut que Sarah devienne sa nouvelle amoureuse, commence une relation intime et sexuelle avec elle. De plus, au début du film, on voit que lorsqu’elle et John cherchent des victimes avec lesquelles se nourrir, ils entament le début de relations sexuelles avec leurs victimes avant de les tuer. Cela rejoint le stéréotype selon lequel les bisexuels sont intrinsèquement promiscuités et excessivement sexuels, car, afin de se nourrir et de poursuivre le cycle de vampirisme, Miriam et ses partenaires, actuels et potentiels, doivent se livrer à une activité sexuelle.
Le film lui-même s’appelle, en français, Les Prédateurs, faisant un lien avec le stéréotype que les bisexuels sont dangereux ou des prédateurs. De plus, les téléspectateurs ont le sentiment que Miriam prépare la jeune Alice à devenir sa prochaine amante lorsqu’elle atteindra sa majorité. Lorsqu’Alice n’est plus une option, elle se tourne vers Sarah, une femme en couple. Cela ne fait que renforcer les stéréotypes prédateurs.

### Religion
Une autre caractéristique commune des vampires est le fait qu’ils peuvent être vaincus par la religion ou par des symboles religieux. Ceci est le plus souvent lié aux religions judéo-chrétiennes comme on le voit dans Dracula de Bram Stoker, ou Interview with the Vampire d’Anne Rice, mais peut aussi s’entrelacer plus avec les cultures autochtones de la région d’origine de l’œuvre, comme dans Salem’s Lot de Stephen King. En contraste avec cela, dans Les Prédateurs, les pouvoirs de Miriam proviennent d’une religion, plus particulièrement d’anciennes croyances spirituelles égyptiennes, comme le montre son pendant ankh. Contrairement aux autres vampires classiques, Miriam utilise la religion et la spiritualité à son avantage. Cela étant dit, comme pour ces autres vampires, la chute de Miriam finit également par provenir de ces croyances religieuses, puisque c’est son propre pendentif ankh que Sarah utilise pour se poignarder, ce qui déclenche les événements de la fin du film.

### Différences avec le roman
La fin du film diffère du roman dont il s'inspire. Les producteurs ne voulaient pas de la fin originale dans laquelle le personnage de Miriam s'installe à San Francisco pour recommencer une petite vie tranquille, en toute impunité, et souhaitaient au contraire une fin dans laquelle son personnage serait « puni ».
Par ailleurs, l'auteur Whitley Strieber écrira deux suites à son œuvre, Le Dernier Prédateur (2001) et Le Rêve de l'élite (2004), qui ne seront pas adaptés à l'écran.

### Hommage
Tony Scott dédie le film à son frère Frank. Ridley Scott lui dédiera quant à lui Blade Runner.